# キャラベラス郡の名高き飛び蛙

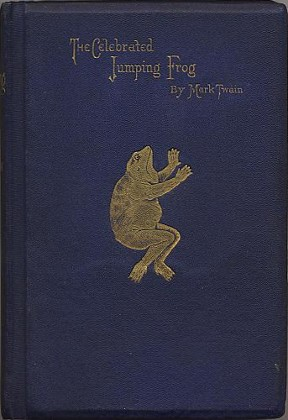
初版

「キャラベラス郡の名高き飛び蛙」（キャラベラスぐんのなだかきとびがえる、The Celebrated Jumping Frog of Calaveras County）は、マーク・トウェインが1865年に書いた短編小説。この作品は、トウェインに作家としての最初の大きな成功をもたらし、全国的な注目を集めた。この作品は、当初は「ジム・スマイリーと彼の飛び蛙」(Jim Smiley and His Jumping Frog) という題で発表され、また別名の「キャラベラス郡の悪名高き飛び蛙」(The Notorious Jumping Frog of Calaveras County) としても出版された。作中で語り手は、カリフォルニア州エンジェルス・キャンプのエンジェルス・ホテルで、バーテンダーのサイモン・ウィーラー (Simon Wheeler) から聞いた、ジム・スマイリー (Jim Smiley) というギャンブラーの話だとして、物語を語る。語り手は、スマイリーについて、「もし彼が、脚の長い虫が動き出したところを見つけたとしたら、そいつがどこかにたどり着くまでどれくらいの時間がかかるか、賭けようじゃないかと言うことだろうし、もしそれに応じたら、彼はその虫を追いかけてメキシコにまで行き、その虫がどこまで行ったか、どれだけ時間がかかったかを見届けてくることだろう」と述べる。
1867年に出版されたマーク・トウェインの短編集『The Celebrated Jumping Frog of Calaveras County, and Other Sketches』にも、この作品は表題作として収録された。この短編集は、トウェインの最初の本であり、それまでに雑誌や新聞に発表されていた27篇の小説が収録されていた。

## 出版歴

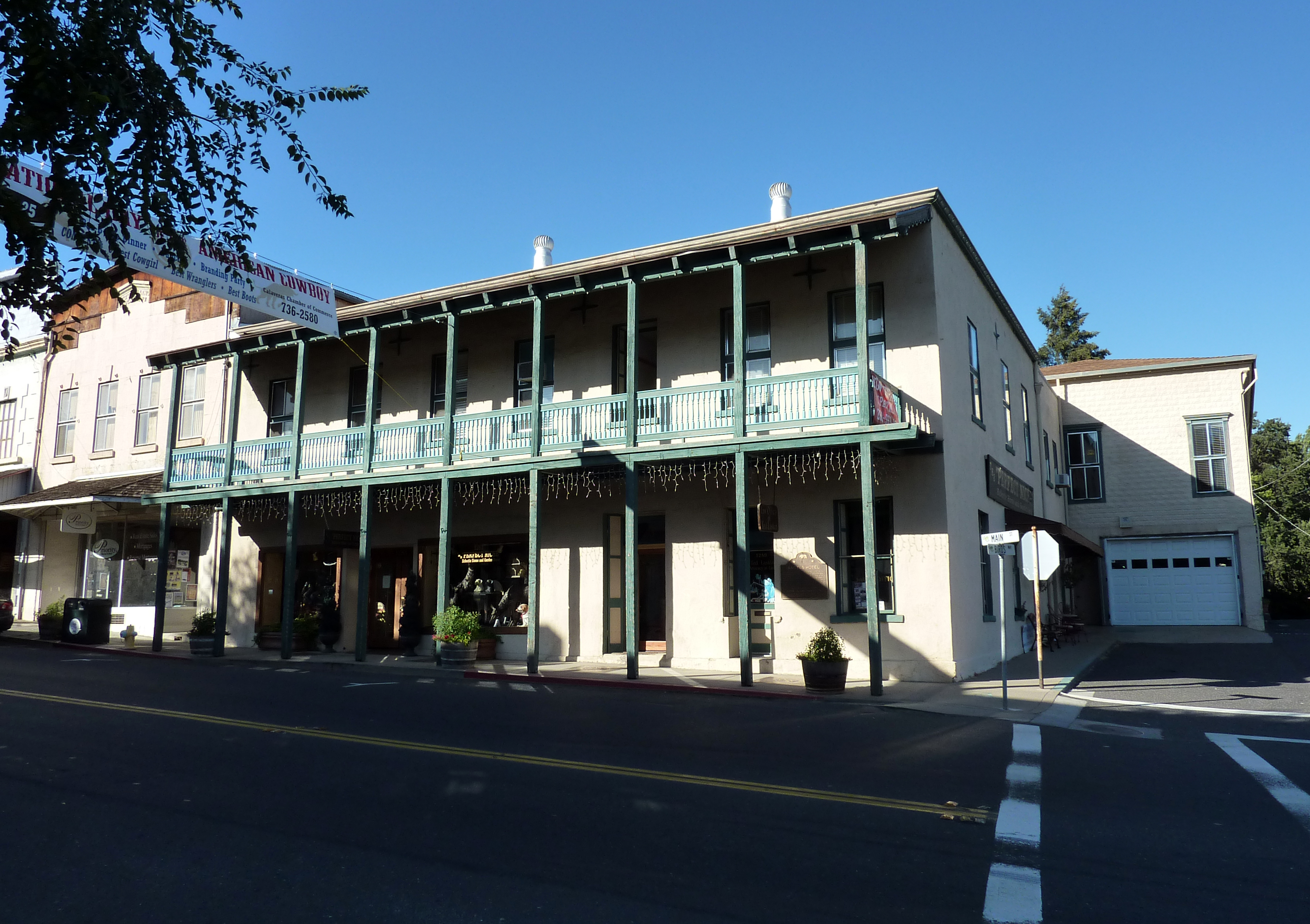
エンジェルス・ホテル。

トウェインが最初にこの短編を書いたきっかけは、新しい本の出版を企画していた友人アーテマス・ウォード（Artemus Ward：チャールズ・ファーラー・ブラウンの筆名）の依頼であった。トウェインは2種類の原稿を書いたが、どちらにも自分では満足できなかったし、どちらも蛙の跳び比べに言及したものではなかった。ウォードは再度トウェインに原稿を催促したが、トウェインが満足のいく出来だと納得できた原稿が仕上がった時には、企画されていた本は既に出版の直前になっていたので、ウォードは代わりにこの原稿を文芸新聞『The New York Saturday Press』に送り、同紙は1865年11月18日付に「ジム・スマイリーと彼の飛び蛙」と題してこの話を掲載した。様々な要素が盛り込まれたトウェインの小説は、大いに人気を博し、程なくして数多くの雑誌や新聞に掲載されるようになった。トウェインは、この話のアイデアをさらに膨らませて改稿し、ブレット・ハートが発行人となって、1865年12月16日付の新聞『The Californian』に「キャラベラス郡の名高き飛び蛙」(The Celebrated Jumping Frog of Calaveras County) と題して掲載され、作中のスマイリーの名前も、グリーリー (Greeley) に置き換えられた。
この物語は、さらに人気が高まり、トウェインは、1867年に初版千部で刊行された自身の最初の本に、重要な作品として本作を収録することにした。初版は特に優先順位をつけない形で7色 - 青、茶、緑、ラベンダー、プラム、赤、テラコッタ - で出版され、後々本の収集家たちから求められるようになり、オークションでは数千ドルの値段がつくようになっている。この書籍版でトウェインは、 グリーリーの名を元のスマイリーに戻した。

## 翻訳
この話が、フランス語に翻訳されているのを発見したトウェインは、逆翻訳 (back-translation) を行い、フランス語の文法構造とシンタックスを維持したまま、英語への逐語訳を施した。そして、これら三つのバージョンを『The Jumping Frog: in English, then in French, and then Clawed Back into a Civilized Language Once More by Patient, Unremunerated Toil』（飛び蛙：英語で、次いでフランス語で、さらに、我慢強く、報われない苦行によって再び文明化された言語へと這い戻って）と題した1冊の本にまとめた。

### おもな日本語訳
- 柳田泉 訳「名物跳び蛙」『世界短篇小説大系 亞米利加篇』近代社、1926年
- 古沢安二郎 訳「噂になったキャラベラス郡の跳ぶ蛙」『マーク・トウェイン短篇集』新潮文庫、1961年
- 大橋健三郎 訳「キャラヴェラス郡の有名な跳びがえる」『アメリカ短篇名作集』学生社、1961年
- 野崎孝 訳「その名も高きキャラヴェラス郡の跳び蛙」『世界短篇文学全集13 アメリカ文学19世紀』集英社、1963年
- 井上一夫 訳「その名も高きジャンプがえる」『アメリカほら話』筑摩書房、1968年。ちくま文庫、1986年
- 野崎孝 訳「その名も高きキャラヴェラス郡の飛び蛙」『世界文学全集25 ホーソーン、マーク・トウェイン集』筑摩書房、1970年
- 鍋島能弘 訳「キャラヴェラス郡の跳び蛙が評判になる話」『マーク・トウェーン短篇全集01』出版協同社、1976年
- 坂下昇 訳「その名も高きキャラヴェーラス郡の跳び蛙」『バック・ファンショーの葬式』岩波文庫、1977年
- 浅倉久志 訳「世にも名高いキャラヴェラス郡の跳び蛙」『クイーンの定員』光文社、1984年。光文社文庫、1986年
- 山崎孝 訳「その名も高きキャラヴェラス郡の飛び蛙」『ちくま文学の森10　賭けと人生』筑摩書房、1988年。ちくま文庫、2011年

以上のほか、論文等の中での言及に用いられている題名には、「キャラベラス郡の名高き跳び蛙」などがある。